# El efecto mariposa 2
El efecto mariposa 2 (The Butterfly Effect 2 en inglés) es una película de 2006, un thriller psicológico dirigido por John R. Leonetti y protagonizado por Eric Lively, Erica Durance, Dustin Milligan y Gina Holden. La película es en gran medida ajena a la película de 2004 El efecto mariposa y fue lanzada directamente a DVD el 10 de octubre de 2006.

## Argumento
Julie (Erica Durance) y su novio, Nick (Eric Lively), celebran el cumpleaños número 24 de Julie con sus amigos; Trevor (Dustin Milligan) y Amanda (Gina Holden). Julie y Nick empiezan a discutir sobre su futuro cuando Nick recibe una llamada urgente desde su trabajo. Tiene que ir a una reunión porque un compañero de trabajo, Dave (David Lewis), está en contra de una promoción. Mientras que los cuatro amigos se dirigen de regreso a la ciudad, tienen un accidente con un camión. De los cuatro amigos, Nick es el único sobreviviente. Más tarde, al mirar una fotografía de sí mismo y Julie, todo en la habitación empieza a temblar, mientras que las personas en la fotografía comienzan a moverse... 
Un año más tarde, Nick sufre un dolor de cabeza y comienza a sangrar por la nariz, al tiempo que presenta un importante proyecto de las ventas a los inversores. Como resultado de ello, se le da la suspensión de una semana. De vuelta a casa, Nick se ve en las fotografías de cumpleaños de Julie y de alguna manera se las arregla para llevársela de nuevo al momento justo antes del accidente fatal. Esta vez, él sabe cómo evitar el accidente y se despierta en una nueva línea de tiempo donde Julie vive feliz con él... Sin embargo, en esta realidad, la vida de Nick es arruinada cuando es despedido por apoyar a su amigo y ahora compañero de trabajo Trevor. 
Más tarde, Nick ve una fotografía de Navidad de él, sus amigos y compañeros de trabajo, y se da cuenta de que éste era el momento en que se llegó a un acuerdo fundamental, el cual resultó en la promoción de Dave. Nick decide tratar de modificarlo en su favor.
En esta realidad, Nick se encuentra como vicepresidente de la compañía, pero Julie y él se separaron y él está viviendo el estilo de vida de soltero. Además, Trevor y Nick terminan en el lado equivocado, y la compañía quiebra. Nick confiesa todo a su madre, quien le dice que él "no puede controlar todo". Ella dice que su padre también trató de controlar las cosas y, finalmente se suicidó. 
Nick se transporta a la escena del principio de la película, con la esperanza de arreglar finalmente todo y rompe con Julie. Sin embargo, ella le confiesa su embarazo y se va a toda velocidad en su coche. Por temor a un accidente similar al original, Nick va tras ella, pero termina frente a un vehículo que se acerca. Él opta por salvar a Julie en lugar de a sí mismo y conduce al precipicio. 
Un año después, Julie vive en Nueva York con su hijo, Nick Jr., quien tiene el mismo mal que su padre, ya que su entorno se vuelve inestable mientras mira una fotografía de sus padres y sus amigos.

## Elenco
- Eric Lively es Nicholas "Nick" Larson.
- Erica Durance es Julie Miller.
- Dustin Milligan es Trevor Eastman.
- Gina Holden es Amanda.
- David Lewis es Dave Bristol.
- Andrew Airlie es Ronald "Ron" Callahan.
- Susan Hogan es Katherine Larson.
- JR Bourne es Malcolm Williams.
- Lindsay MaxCwell es Grace Callahan.
- Zoran Vukelic es Christopher.

## Conexiones con la primera cinta
A pesar de que esta película no tiene relación con la historia de la primera cinta de El efecto mariposa, ambas pertenecen al mismo universo: 
- Una de las referencias más claras a la primera película ocurre cuando Nick se encuentra investigando en Internet sobre casos similares al suyo y se topa con un artículo que habla acerca de Jason Treborn, el padre de Evan (protagonista de la primera cinta).
- En una escena de la primera película cuando Evan está en el hospital psiquiátrico y le pide al doctor que le dé sus cuadernos  (para leerlos y manipular la realidad), el doctor comenta: «Me recuerdas a tu padre, él también pedía un álbum de fotos», esto da a entender que el padre de Evan lograba manipular la realidad viendo fotos, igual que lo hace Nick en esta película.
- Otra referencia toma lugar casi al final del film, en donde , luego de la muerte de Nick, se nos muestra una escena en donde podemos apreciar la ciudad de New York vista desde arriba, por más insignificante que parezca esto, se trata de la misma escena que aparece en la primera película, ocho años después de que Evan quema los diarios con sus memorias y justo antes de la escena final del film, esto nos permite situar cronológicamente (con respecto a la primera parte) los eventos de esta historia, ocurriendo esta durante el lapso de ocho años que van desde que Evan realiza su última alteración al pasado y la escena final de la película, en donde vemos el reencuentro entre Evan y Kayleigh, esto ocurre al mismo tiempo que la escena final de esta secuela (en donde vemos a Julie con su hijo Nick Jr.).